# La sembra d'arbres
La sembra d'arbres (xinès simplificat: 种树, pinyin: zhǒng shù) és un curtmetratge d'animació dirigit per Pu Jiaxiang i produït per la Shanghai Meishu Dianying Zhipianchang el 1990. Fou emés per Canal Nou, dins del contenidor A la Babalà, el 14 de maig de 1994.
Protagonitzada per tres personatges que intenten plantar un arbre, la pel·lícula és una sàtira de les persones que segueixen cegament.